# Wilhelm Hentze

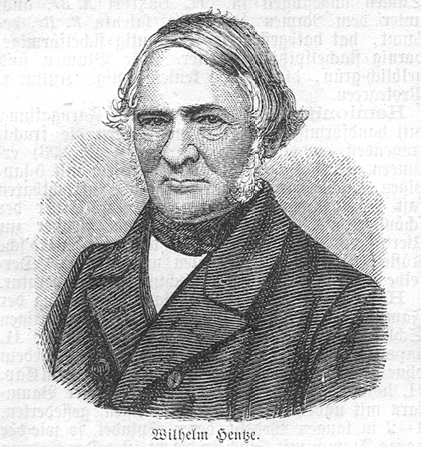
Porträt Wilhelm Hentzes aus dem Illustrierten Gartenbau-Lexikon, 1882.

Wilhelm Hentze (* 14. September 1793 in Wehlheiden; † 9. Oktober 1874 in Kassel) war von 1822 bis 1864 Chef der kurhessischen Gartenverwaltung.

## Familie
Sein Vater, Carl Friedrich Hentze (1765–1824, † in Schloss Wilhelmstal), war als Geselle unter Daniel August Schwarzkopf in die Dienste der Landgrafen von Hessen-Kassel getreten und war seit 1805 als Hofgärtner für die Parkanlage von Schloss Wilhelmsthal in Calden zuständig.

## Beruflicher Werdegang
Wilhelm Hentze erhielt ab 1807 seine Ausbildung in der Hofgärtnerei des Bergparks Wilhelmshöhe und arbeitete anschließend, ab 1810, bei seinem Vater in Wilhelmsthal. 1812, das Kurfürstentum Hessen war vorübergehend Bestandteil des Königreichs Westphalen geworden, berief dessen Oberinspektor der Gärten, Langlois, Wilhelm Hentze nach Kassel, nach dessen eigenen Angaben wegen seiner guten Französischkenntnisse. Mit der Restauration in Kurhessen 1813 kehrte Hentze nach Wilhelmsthal zurück. 1816 wurde ihm unter Leitung seines Vaters die Pflege der Kuranlage Hofgeismar übertragen. 1818 stellte Kurfürst Wilhelm I. Wilhelm Hentze die Stelle seines Vaters nach dessen Pensionierung in Aussicht. Nach Regierungsantritt des Kurfürsten Wilhelm II. 1821 wurde 1822 die Stelle eines Garten-Controleurs neu geschaffen, mit Wilhelm Hentze besetzt und dieser mit der Aufgabe betraut, sie inhaltlich zu definieren. Er war für alle kurhessischen Parkanlagen zuständig. Das waren 35 Anlagen
, die aber zumeist Nutzgärten waren. Daneben gab es einige repräsentative Anlagen:
- Wilhelmshöhe, Kassel
- Karlsaue, Kassel
- Wilhelmstal, Calden
- Kuranlage Hofgeismar
- der Park des Schlosses Fasanerie bei Fulda
- der Park des Stadtschlosses Fulda
- der Schlossgarten Hanau
- der Park von Schloss Philippsruhe, Kesselstadt (heute: Hanau)
- die Parkanlage Wilhelmsbad bei (heute: in) Hanau

Die Anlagen waren nach den vorangegangenen Kriegen in keinem guten Zustand. Die von Daniel August Schwarzkopf begonnene Umgestaltung zu Gartenanlagen in englischem Stil war in einigen der Parks unvollendet geblieben, es bestanden erhebliche Unterhaltsdefizite. Auch nach dem Regierungsantritt Wilhelm II. bestand der Geldmangel fort. Wilhelm Hentze litt unter dem neuen Regenten, an dessen ungenauen Anweisungen und dessen Stil, der verschiedene Verwaltungsebenen gegeneinander ausspielte und sich bis hin zu einem Mobbing entwickelte. Als der Kurfürst allerdings in der Julirevolution von 1830 gehen musste und der Kronprinz, der spätere Friedrich Wilhelm I., der sich mit seinem Vater überhaupt nicht verstand, die Regierung übernahm, erhielt Wilhelm Hentze wieder Oberwasser und wurde 1834 sogar zum Hofgartendirektor befördert. Der neue Regent stand ebenfalls vor knappen Kassen. Er erneuerte oder erweiterte die übernommenen Anlagen nicht mehr, pflegte den übernommenen Bestand aber. Erstmals konnte Wilhelm Hentze so ernsthaft den seit Jahrzehnten bestehenden Rückstau beim Erhalt der Anlagen angehen. Hauptsächlich tätig war er im Park von Schloss Fasanerie, dem Schlossgarten Hanau, dem Kurpark Hofgeismar, dem Schlosspark Wilhelmsthal, der Karlsaue und dem Bergpark Wilhelmshöhe. Wilhelm Hentze wurde auch für einige andere Auftraggeber tätig. So ist zum Beispiel bekannt, dass er 1850 die Anlage eines Kurparks in Bad Nauheim und 1853 Georg Viktor, Fürst Waldeck-Pyrmont beraten hat.
Wilhelm Hentze betrieb auch botanische Forschung, insbesondere zu den Gattungen Birken, Seerosen, Eichen und Linden. Ein besonderes Anliegen war ihm das exakte Bestimmen der Pflanzen. Seit 1856 pflegte er engen Kontakt mit Eduard Petzold und stellte immer wieder Pflanzen, Stecklinge und Samen für den Aufbau eines Arboretums im Muskauer Park zur Verfügung.
1858 unternahm er eine vom Kurfürsten genehmigte Bildungsreise in die Hannoveraner und Berlin-Brandenburgischen Hofgärten, der Reisebericht ist erhalten. In dieser Zeit verschärfte sich die Geldknappheit wieder, unter der Wilhelm Hentze die Parkanlagen pflegen sollte. 1860 konstatierte er gegenüber der Verwaltung, dass weiteres Sparen nicht mehr möglich sei. 1864 wurde er pensioniert, setzte aber seine wissenschaftliche Arbeit fort.

## Ehrungen

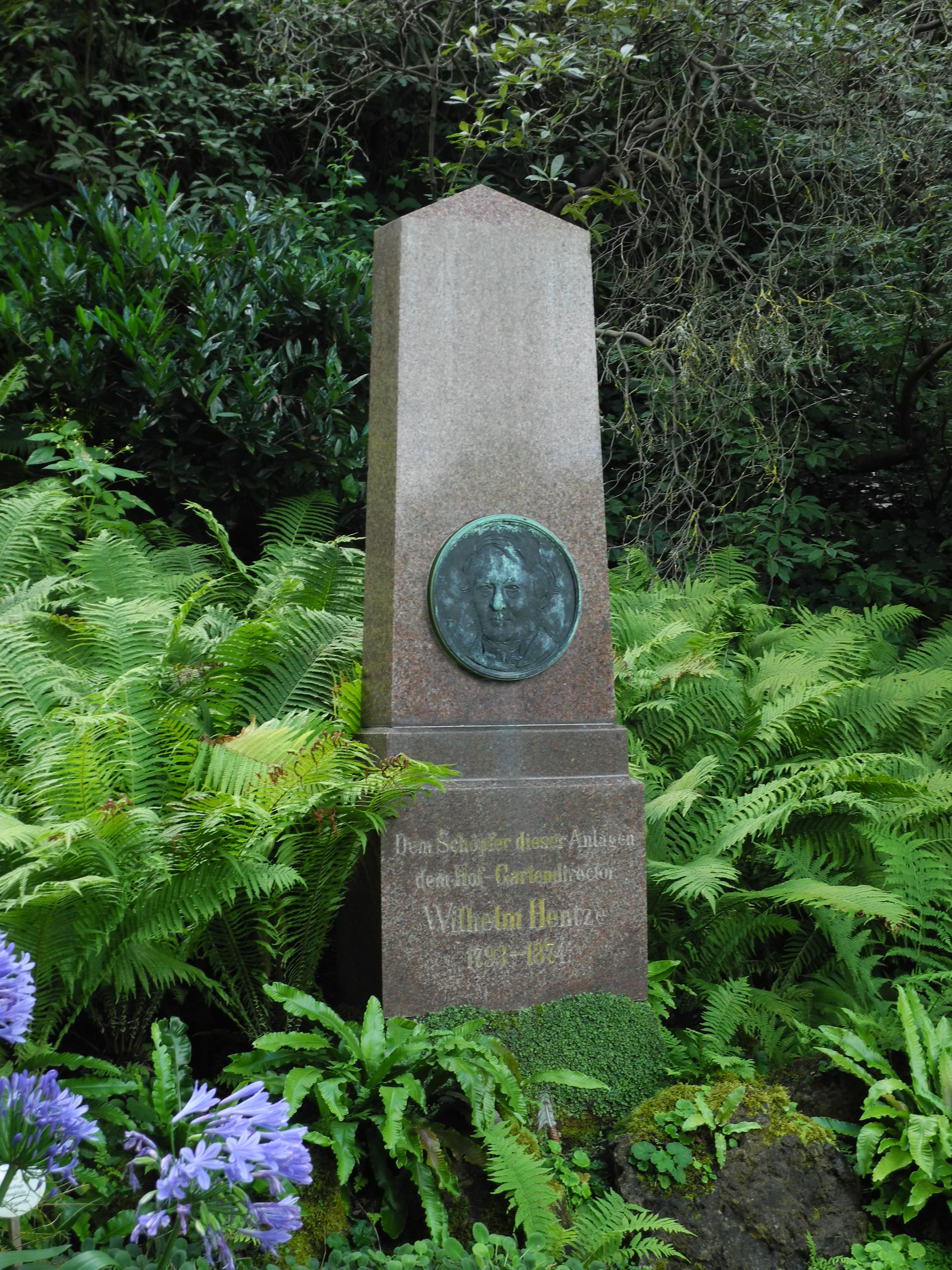
Hentzes Denkmal auf der Insel Siebenbergen (2021)

Am 5. Mai 1897 wurde auf der Insel Siebenbergen in der Karlsaue in Kassel ein Denkmal für ihn eingeweiht. Eine Eichenart wurde nach ihm benannt (Quercus robur 'Hentzei' – Hentze-Eiche).
Zudem gibt es im Kasseler Stadtteil Wehlheiden die nach ihm benannte Hentzestraße. 

### Von Hentze
nach Erscheinungsjahr geordnet 
- Plan von Wilhelmsthal. o. O. 1824.
- Verzeichnis der Zierbäume & Sträucher welche in den Kurfürstlichen Baumschulen zu Wilhelmshöhe befindlich und zu den beigesetztenPreisen verkäuflich sind. Theodor Fischer, Kassel 1851.
- Verzeichnis der Zierbäume & Sträucher welche in dem Kurfürstlichen Auepark bei Kassel sich befinden. Baier und Lewalter, Kassel 1868.

### Über Hentze
nach Erscheinungsjahr geordnet 
- Claudia Gröschel: Wilhelm Hentze (1793–1874). Ein Gartenkünstler des 19. Jahrhunderts:
  - Teil 1: Gartenkünstler und Gartenpfleger. In: Die Gartenkunst 11 (2/1999), S. 324–338
  - Teil 2: Innovation und Erhaltung. In: Die Gartenkunst 12 (1/2000), S. 1–41.
- Claudia Gröschel: Wilhelm Hentze (1793–1874) – Leben und Werk. In: Die Gartenkunst 6 (1/1994), S. 119–129.
- Claudia Gröschel: Wilhelm Hentze (1793–1874). In: Die Gartenkunst 6 (1/1994), S. 117.
- Bernd Modrow: Wilhelm Hentzes Bedeutung für die Gartenkunst in Hessen am Beispiel der Karlsaue in Kassel. In: Die Gartenkunst 6 (1/1994), S. 130–138.
- Helmut Kramm: Artikel in Ingeborg Schnack (Hrsg.): Lebensbilder aus Kurhessen und Waldeck 1830-1930. Bd. 1, 1939, S. 136–144
- Artikel Hentze, Wilhelm. In: Karl Theodor Rümpler (Hrsg.): Illustriertes Gartenbau-Lexikon, Berlin 1882, S. 384 (Digitalisat)
- Michael Seiler: Die Gärten von Potsdam und Berlin im Jahre 1858. Nach einem Reisebericht des kurhessischen Hofgartendirektors Wilhelm Hentze. In: Stiftung Preußische Schlösser und Gärten Berlin-Brandenburg. Jahrbuch 6 (2004), S. 37–59 (Volltext)